# Chorthippus porphyropterus
Chorthippus porphyropterus är en insektsart som först beskrevs av Voroncovskij 1928.  Chorthippus porphyropterus ingår i släktet Chorthippus och familjen gräshoppor. Inga underarter finns listade i Catalogue of Life.